# ロバート・ジョスリン (第2代ローデン伯爵)
第2代ローデン伯爵ロバート・ジョスリン（英語: Robert Jocelyn, 2nd Earl of Roden KP PC (Ire)、1756年10月26日 – 1820年6月29日）は、アイルランド王国出身の貴族、政治家。1771年から1797年までジョスリン子爵の儀礼称号を使用した。

## 生涯
初代ローデン伯爵ロバート・ジョスリンとアン・ハミルトン（Anne Hamilton、1730年5月 – 1802年4月16日、初代クランブラシル伯爵ジェームズ・ハミルトンの娘）の息子として、1756年10月26日に生まれた。1773年11月1日にオックスフォード大学エクセター・カレッジに入学、1776年10月31日にM.A.の学位を修得した。
1776年にメアリーバラ選挙区でアイルランド庶民院議員に当選したが、後に当選無効を宣告された。その後、1783年から1797年までダンドーク選挙区の代表としてアイルランド庶民院議員を務めた。
1797年6月22日に父が死去すると、ローデン伯爵位を継承した。同年にアイルランド枢密院の枢密顧問官に任命された。議会では政府を支持して、合同法案にも賛成票を投じた。
1798年アイルランド反乱では1st Irish fencible dragoonsを指揮、5月から6月までウェックスフォード県を転戦、6月21日のヴィネガー・ヒルの戦いと8月27日のキャッスルバーの戦いに参戦した。
1800年から1820年までラウス首席治安判事を務めた。1801年にアイルランド王国とグレートブリテン王国が合同して、グレートブリテン及びアイルランド連合王国が成立したことに伴い、アイルランド貴族代表議員に選出され、以降1820年までを務めた。1806年11月13日、聖パトリック勲章を授与された。
オレンジ結社の指導者の1人であり、1820年にダンドークでカトリック信者の家を襲撃したと疑われてエディンバラに逃れ、同年6月29日にそこで急死した。遺体はソーブリッジワースで埋葬され、息子ロバートが爵位を継承した。

## 家族
1788年2月5日にダブリンでフランシス・セオドシア・ブライ（Frances Theodosia Bligh、1802年5月22日没、ロバート・ブライの娘）と結婚、4男2女をもうけた。
- ロバート（1788年10月27日 – 1870年3月20日） - 第3代ローデン伯爵
- ジェームズ・ブライ（1812年7月10日没）
- トマス（1816年2月5日没）
- ジョージ（1821年没）
- フランシス・セオドシア（1795年8月10日 – 1820年5月10日） - 1813年2月6日、第5代ポーズコート子爵リチャード・ウィンフィールドと結婚、子供あり
- アン（1822年10月13日没）

1804年7月5日、ジュリアナ・アン・オード（Juliana Anne Orde、1804年頃 – 1856年11月23日、ジョン・オードの娘）と再婚、2男をもうけた。
- ジョン（1805年7月 – 1869年7月22日） - 1839年7月18日、エミリー・トムソン（Emily Thompson、1845年5月3日没、ヘンリー・トンプソンの娘）と結婚、子供あり。1855年8月16日、ヘレン・ヒル（Helen Hill、1890年3月19日没）と再婚。第6代ローデン伯爵ウィリアム・ジョスリンと第7代ローデン伯爵ロバート・ジョスリンの父
- オーガスタス・ジョージ・フレデリック（1811年12月 – 1887年4月11日） - 1845年2月19日、セシリア・ダグラス（Cecilia Douglas、1847年8月26日没、サー・ニール・ダグラス（英語版）の娘）と結婚、子供あり。1851年1月8日、グレース・マクニール（Grace MacNeill、1852年1月24日没、サー・ジョン・マクニールの娘）と再婚、子供あり